# Volodymyr Sinkler

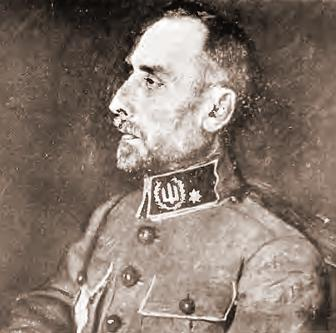
Teniente General Volodymyr Sinkler.

Volodymyr Oleksandrovych Sinkler (en ucraniano Володимир Олександрович Сінклер) fue un militar, general en el ejército del Imperio ruso, sirviendo después en el ejército de la República Popular de Ucrania
Nació en Margilan (actualmente Turquestán en 1879, hijo de un militar del ejército ruso, perteneciente a una familia étnicamente sueca. 

## Formación militar
Inicia su formación militar en la Escuela de Artillería de Oremburgo, siendo el 9 de agosto de 1899 ascendido a subteniente, después de graduarse en la escuela de artillería de Myjailivska.
El 28 de mayo de 1905, después de cursar estudios en la Academia de Estado Mayor con el grado de capitán, es destinado al Regimiento de la guardia “Pavlovskyi”, donde sirve hasta ser trasladado a la 45.ª División de Infantería de Penzensk como ayudante mayor, hasta que es destinado el 6 de abril de 1908 ayudante mayor en el Estado Mayor del Cuerpo de la Guardia en San Petersburgo. 
El 2 de marzo de 1912 asciende a teniente coronel siendo designado oficial de misiones especiales en el estado mayor de la guardia y a la vez estado mayor de la Región Militar de San Petersburgo.

## Primera Guerra Mundial
Al comenzar la 1.ª Guerra Mundial el teniente coronel Sinkler fue nombrado ayudante mayor en el Estado Mayor del 1.º ejército ruso, que combatía en Prusia Oriental. En 1916 ostentando ya el grado de coronel, es herido en combate. Durante su convalecencia es ascendido a Mayor General, volviendo al servicio activo como jefe de Estado Mayor del 2.º Cuerpo de Ejército de la Guardia, destacado en Ucrania, formando parte del Frente Sud-Occidental. 

## Revolución rusa de 1917
A fines de 1917, después de la Revolución rusa, el 2.º Cuerpo de la Guardia en el Frente Sud-Occidental, la activista Eugenia Bosch del movimiento bolchevique detenta el poder, huyendo los oficiales, entre ellos Sinkler, que se refugia en Kiev.

## Incorporación al Ejército de la República Popular de Ucrania
Con la toma de Kiev por el ejército alemán, se alista al Ejército Ucraniano, sirviendo en el 1.º cuartel-maestrazgo general, siendo posteriormente nombrado jefe del mismo por Pavlo Skoropadsky. Sinkler dirige las operaciones en defensa del Hetmanato de Ucrania, que se derrumba por la retirada alemana de la guerra, escondiéndose en Kiev después del triunfo del Directorio de Ucrania dirigido por Symon Petlyura.
Siendo jefe del Estado Mayor General el coronel Vasyl Tiutiunnyk, y debido a la necesidad desesperada de oficiales calificados, busca a Sinkler, el cual se incorpora a su antiguo puesto en el 1.º cuartel – maestrazgo, a cargo de las cuestiones estratégicas y operativas del ejército, hasta que a mediados de 1919 es nombrado Jefe del Estado Mayor del Ejército en Operaciones.

## Tratado de Varsovia y fin de la República
No participa en la Primera Campaña de Invierno del ejército de la República Popular de Ucrania, sino participa en las negociaciones con los polacos, que concluyen con el Tratado de Varsovia de 1920. Desde marzo de 1920 dirige el nuevo Estado Mayor General, y es ascendido a Teniente General. Derrotado el ejército, y desarmados por los polacos una vez pasada la frontera en su huida, se disuelve el Estado Mayor General en febrero de 1921, quedando el teniente general Sinkler en el Consejo Militar Superior.

## Postguerra

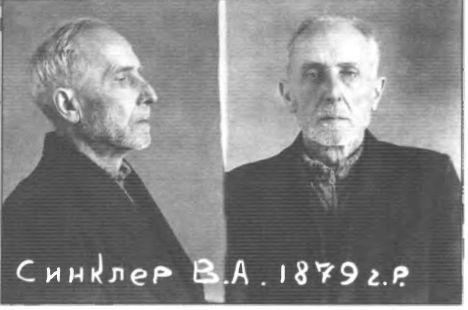
General Volodymyr Sinkler, en 1945, NKVD, Prisión de Lukyanivska

Disuelto definitivamente el ejército ucraniano en 1924, Sinkler pasó a vivir particularmente en la ciudad polaca de Sosnovci, donde trabajó como simple conductor-maquinista ferroviario.
En 1944, el ejército rojo ocupa Polonia, expulsando a los alemanes y Sinkler fue arrestado por la NKVD, y encarcelado en la Prisión de Lukyanivska en Kiev, donde fallece en 1945.